# Fréttablaðið
Fréttablaðið – islandzki dziennik wydawany w Rejkiawiku. Został założony w 2001 roku.
Dzienny nakład gazety wynosi ok. 90 tys. egzemplarzy.